# اسدالله کیوان
اسدالله کیوان بازرگان و نماینده مجلس شورای ملی بود. او پدر مرتضی کیوان شاعر و روزنامه‌نگار توده‌ای است که در دهه ۱۳۳۰ اعدام شد.
کیوان از تاجران ادب‌دوست همدان و عضو اتاق تجارت این شهر بود. در دوره رضا شاه که عارف قزوینی به حال تبعید در همدان به سر می‌برد جزو حلقه محدود همنشینان او بود.
اسدالله کیوان در سال ۱۳۱۸ در انتخابات دوره دوازدهم مجلس شورای ملی شرکت کرد. این انتخابات در همدان به سبب بروز مشکلاتی دیرتر از دیگر نقاط کشور و پس از گشایش مجلس در نهم بهمن ۱۳۱۸ برگزار شد. اسدالله کیوان از مجموع ۵۷۷۳۸ رأی که به صندوق ریخته شد، ۲۲۰۰۸ رأی کسب کرد و به عنوان نماینده دوم همراه با شیخ‌الملک اورنگ که پیش از آن چهار دوره نماینده همدان در مجلس بود، به مجلس راه یافت.